# 德尔福汽车
德尔福汽车公开有限公司（Delphi Automotive PLC）是愛爾蘭-美國汽车零部件制造公司，也是世界上最大的汽车零部件制造公司之一，总部位于愛爾蘭都柏林。雇员约161,000人。在全球32个国家设有126家独资制造厂，15个技术中心。

## 历史
- 1994： 通用汽车组建Automotive Components Group。
- 1995： ACG更名为Delphi Automotive Systems。
- 1997： GM 与休斯电子公司 分立出Hughes Defense电子业务并把Delco Electronics从休斯转移给德尔福。
- 1999： Delphi Automotive Systems成为完全独立公开控股公司。
- 2000： Delphi从TRW Automotive（英语：TRW Automotive）手里收购了英国的Lucas发动机系统公司（英语：Lucas Industries）
- 2001： 全球裁员11,500人
- 2002： Delphi Automotive Systems更名为Delphi Corporation以反映其多样化经营。
- 2004年6月： Delphi被美国证券交易委员会传讯以调查它的不合规财务活动及金融交易。
- 2005： Delphi披露了不合规财务活动。多名高管，包括CFO Alan Dawes被解职。Delphi主席J。T。 Battenberg退休。Delphi申请了破产保护 。美国证券委批准其从纽约证交所退市。[4]
- 2005： 在美的24家工厂关闭。
- 2006： Delphi宣布关闭在美国的29家工厂的21家。
- 2009年10月6日，一批私人投资者收购了德尔福的核心资产，创立了新的德尔福公司，总部设在英国伦敦。部分非核心资产卖给了通用发动机公司。老的德尔福公司更名为DPH Holdings Corporation。[5]
- 2017年12月4日，德尔福汽车公司正式完成对其动力总成业务部门的拆分独立为德尔福科技公司（英语：Delphi Technologies）作为一家独立的上市公司于同日正式上市，原公司自身正式改名安波福。

## 运营
Delphi有四个业务部门
- 电子与电气体系"Electrical/Electronic Architecture"提供全车电子系统、电缆总成等。
- 电子与安全"Electronics & Safety"提供部件、系统、软件用于被动/主动安全、舒适、信息、车载电子控制等。
- 动力总成系统"Powertrain Systems"提供汽油机/柴油机集成管理系统，包括燃油处理、喷油、燃烧控制、电气、全线的售后零部件供应服务等。
- 散热系统"Thermal Systems"